# Fabó Bertalan
Fabó Bertalan (Fränkel Bertalan) (Taktakenéz, 1868. május 25. – Budapest, 1920. október 29.) ügyvéd, zenetörténész, zeneíró.

## Élete
Fränkel Izidor és Harsány Karolin fia. A budapesti egyetemen elvégezte jogi tanulmányait, megszerezte az ügyvédi diplomát, azután zenetörténeti tanulmányokat folytatott. Fáradhatatlan volt a régi magyar zenetörténet ismeretlen adatainak felkutatásában és szakszerű feldolgozásában. Súlyt vetett magyar s zsidó muzsikusok és zeneszerzők feledésbe ment munkásságának felelevenítésére és méltánylására is. Foglalkozott a keleti népek zenei folklórjával. Igen sok tanulmányt írt napilapokba és folyóiratokba (Budapesti Hírlap, Az Újság, Századok, Keleti Szemle, Magyar Könyvszemle, Magyar Zenetudomány, stb.). Nagyobb önálló művei: A magyar népdal zenei fejlődése (1908); Erkel Emlékkönyv (1900); Rhythmus und Melodie den türkischen Volkslieder; Haydn in Ungarn (1909). Igen nagy érdemei vannak a Magyar Zsidó Múzeum megalapítása és fejlesztése körül. Fabó, aki a múzeum őre volt, a magyar zsidók múltjának szempontjából igen sok fontos kincset mentett meg a pusztulástól és sok mecénást szerzett a múzeumnak. Mandl Bernáttal, Weisz Miksával és Kohlbach Bertalannal szerkesztett múzeumi katalógusa az Imit 1915-iki és 1916-iki évkönyvében jelent meg.

## Főbb Művei
- A magyar népdal zenei fejlődése : 1000 kótapéldával, számos hasonmással, MTA, Budapest, 1908